# Tony Smith (cestista 1968)
Charles Anton Smith, detto Tony (Wauwatosa, 14 giugno 1968), è un ex cestista statunitense, professionista nella NBA, in Europa e in America Latina.

## Carriera
Prima del debutto da professionista, Smith cresce prima nella Wauwatosa East High School (che nel 2007 ritirò la sua maglia nº 34) e successivamente presso la Marquette University.
I Los Angeles Lakers lo scelgono al secondo giro del draft NBA 1990 con la 51ª scelta complessiva. Veste la canotta gialloviola per cinque stagioni, durante le quali gioca in media 15,5 minuti a partita, realizza 5,8 punti e distribuisce 1,8 assist.
In vista dell'annata 1995-96 approda da free agent ai Phoenix Suns, con cui disputa 34 partite viaggiando a una media di 5,6 punti in 15,5 minuti di gioco. Nel febbraio 1996, durante l'ultimo giorno di mercato, viene girato ai Miami Heat in cambio di Terrence Rencher. Termina la stagione con la franchigia della Florida, poi rimane svincolato.
Per il 1996-97 firma con i Charlotte Hornets. Qui parte talvolta titolare, visto che inizia dal primo minuto in 39 delle 69 partite da lui disputate quell'anno. Il suo utilizzo è di 18,7 minuti a gara, con 5 punti e 2,2 assist di media.
Nell'estate del 1997 vola in Europa per la sua prima parentesi fuori dai confini nazionali, iniziando la stagione 1997-98 con la maglia del Tau Vitoria del tecnico Sergio Scariolo, ma dopo otto partite a 9,5 punti di media viene tagliato in favore di Elmer Bennett. Tra il dicembre 1997 e il gennaio 1998 torna in NBA per giocare sette partite con i Milwaukee Bucks.
Nel 1999 si accasa ai brasiliani del Londrina Apuel Sercomtel, salvo poi tornare in patria ai Rockford Lightning (nel campionato CBA). Tra il gennaio e il febbraio del 2001 vive la ultima sua parentesi in NBA (lega in cui complessivamente è sceso in campo in 457 occasioni) giocando sei match con gli Atlanta Hawks.
Nel marzo del 2001 approda nel campionato italiano con l'ingaggio da parte del Basket Rimini, squadra in lotta per non retrocedere, dove è chiamato a sostituire il tagliato Tony Dumas. Tuttavia, Smith scende in campo in cinque partite e poi torna negli Stati Uniti per imprecisati motivi inderogabili. Dopo aver fatto tappa in Venezuela ai Guaiqueríes de Margarita e nella Repubblica Dominicana al San Lázaro, conclude la sua carriera ai Phoenix Eclipse, franchigia della lega ABA.

## Statistiche

### College
| Anno      | Squadra             | PG  | PT | MP   | TC%  | 3P%  | TL%  | RP  | AP  | PRP | SP  | PP   |
| --------- | ------------------- | --- | -- | ---- | ---- | ---- | ---- | --- | --- | --- | --- | ---- |
| 1986-1987 | Marquette G. Eagles | 29  | 24 | 24,9 | 53,4 | 33,3 | 75,3 | 3,3 | 2,1 | 1,4 | 0,4 | 8,0  |
| 1987-1988 | Marquette G. Eagles | 28  | -  | 31,9 | 52,3 | 36,8 | 73,9 | 4,5 | 2,9 | 1,9 | 0,6 | 13,1 |
| 1988-1989 | Marquette G. Eagles | 28  | 28 | 33,7 | 55,6 | 66,7 | 73,0 | 3,9 | 5,6 | 1,6 | 0,4 | 14,2 |
| 1989-1990 | Marquette G. Eagles | 29  | -  | 39,0 | 49,5 | 41,4 | 85,6 | 4,7 | 5,8 | 1,8 | 0,6 | 23,8 |
| Carriera  | Carriera            | 114 | 52 | 32,4 | 52,1 | 43,0 | 78,5 | 4,1 | 4,1 | 1,7 | 0,5 | 14,8 |

### NBA

#### Regular Season
| Anno      | Squadra           | PG  | PT | MP   | TC%  | 3P%  | TL%  | RP  | AP  | PRP | SP  | PP  |
| --------- | ----------------- | --- | -- | ---- | ---- | ---- | ---- | --- | --- | --- | --- | --- |
| 1990-1991 | L.A. Lakers       | 64  | 1  | 10,9 | 44,1 | 0,0  | 70,2 | 1,1 | 2,1 | 0,4 | 0,2 | 3,7 |
| 1991-1992 | L.A. Lakers       | 63  | 0  | 13,0 | 39,9 | 0,0  | 65,3 | 1,2 | 1,7 | 0,6 | 0,1 | 4,4 |
| 1992-1993 | L.A. Lakers       | 55  | 9  | 13,7 | 48,4 | 18,2 | 75,6 | 1,6 | 1,1 | 0,9 | 0,1 | 6,0 |
| 1993-1994 | L.A. Lakers       | 73  | 31 | 22,2 | 44,1 | 32,0 | 71,4 | 2,7 | 2,0 | 0,8 | 0,2 | 8,8 |
| 1994-1995 | L.A. Lakers       | 61  | 4  | 16,8 | 42,7 | 35,2 | 69,8 | 1,8 | 1,7 | 0,8 | 0,1 | 5,6 |
| 1995-1996 | Phoenix Suns      | 34  | 2  | 15,5 | 40,5 | 32,5 | 64,9 | 1,6 | 2,5 | 0,6 | 0,1 | 5,6 |
| 1995-1996 | Miami Heat        | 25  | 1  | 16,4 | 45,5 | 33,3 | 44,4 | 1,6 | 2,7 | 0,6 | 0,2 | 4,4 |
| 1996-1997 | Charlotte Hornets | 69  | 39 | 18,7 | 40,9 | 32,3 | 64,4 | 1,4 | 2,2 | 0,7 | 0,3 | 5,0 |
| 1997-1998 | Milwaukee Bucks   | 7   | 0  | 11,4 | 33,3 | 0,0  | 75,0 | 1,0 | 1,4 | 0,7 | 0,3 | 2,7 |
| 2000-2001 | Atlanta Hawks     | 6   | 0  | 13,0 | 34,8 | 0,0  | 50,0 | 0,5 | 1,7 | 1,2 | 0,0 | 2,8 |
| Carriera  | Carriera          | 457 | 87 | 16,0 | 43,1 | 30,7 | 69,0 | 1,6 | 1,9 | 0,7 | 0,2 | 5,5 |

#### Playoffs
| Anno     | Squadra           | PG | PT | MP   | TC%  | 3P%  | TL%  | RP  | AP  | PRP | SP  | PP  |
| -------- | ----------------- | -- | -- | ---- | ---- | ---- | ---- | --- | --- | --- | --- | --- |
| 1991     | L.A. Lakers       | 7  | 0  | 5,7  | 46,2 | -    | 66,7 | 0,4 | 0,3 | 0,1 | 0,0 | 2,0 |
| 1992     | L.A. Lakers       | 4  | 0  | 10,0 | 30,0 | 0,0  | 50,0 | 0,5 | 1,3 | 1,0 | 0,0 | 1,8 |
| 1993     | L.A. Lakers       | 5  | 0  | 14,6 | 52,0 | 50,0 | 66,7 | 1,6 | 0,4 | 0,2 | 0,2 | 6,8 |
| 1995     | L.A. Lakers       | 6  | 0  | 4,5  | 23,1 | 30,0 | 0,0  | 0,5 | 0,5 | 0,0 | 0,0 | 1,5 |
| 1996     | Miami Heat        | 3  | 0  | 20,3 | 47,4 | 40,0 | -    | 1,3 | 2,7 | 1,3 | 0,0 | 7,3 |
| 1997     | Charlotte Hornets | 2  | 0  | 4,5  | 0,0  | 0,0  | 50,0 | 0,5 | 1,0 | 0,5 | 0,0 | 0,5 |
| Carriera | Carriera          | 27 | 0  | 9,3  | 42,0 | 33,3 | 55,6 | 0,8 | 0,8 | 0,4 | 0,0 | 3,2 |